# Martin Koeman
Martin Koeman (Purmerend, 26 luglio 1938 – Leeuwarden, 18 dicembre 2013) è stato un calciatore olandese, di ruolo difensore.

## Biografia
Era il padre di Ronald e Erwin, e nonno di Len (figlio di Erwin), tutti calciatori.
È morto nel 2013 all'età di 75 anni, dopo alcuni giorni di coma conseguente ad un arresto cardiaco.

## Carriera

### Giocatore

#### Club
Inizia a giocare alla fine degli anni '50 nelle file del Kooger. Nel 1960 passa al Blauw-Wit Amsterdam, dove rimane per tre anni. Si trasferisce quindi al GVAV, che, durante la sua permanenza, cambierà nome in Groningen.
Chiude la carriera nel 1974, dopo aver trascorso un'ultima stagione nell'Heerenveen.

#### Nazionale
Ha giocato una sola partita con la nazionale olandese, il 12 aprile 1964 ad Amsterdam contro l'Austria (1-1), subentrando al 73º a Piet Kruiver.

### Allenatore
Dopo il ritiro, nel 1987 è diventato allenatore del Groningen.

## Statistiche

### Cronologia presenze e reti in nazionale
| Cronologia completa delle presenze e delle reti in nazionale ― Paesi Bassi | Cronologia completa delle presenze e delle reti in nazionale ― Paesi Bassi | Cronologia completa delle presenze e delle reti in nazionale ― Paesi Bassi | Cronologia completa delle presenze e delle reti in nazionale ― Paesi Bassi | Cronologia completa delle presenze e delle reti in nazionale ― Paesi Bassi | Cronologia completa delle presenze e delle reti in nazionale ― Paesi Bassi | Cronologia completa delle presenze e delle reti in nazionale ― Paesi Bassi | Cronologia completa delle presenze e delle reti in nazionale ― Paesi Bassi |
| Data                                                                       | Città                                                                      | In casa                                                                    | Risultato                                                                  | Ospiti                                                                     | Competizione                                                               | Reti                                                                       | Note                                                                       |
| -------------------------------------------------------------------------- | -------------------------------------------------------------------------- | -------------------------------------------------------------------------- | -------------------------------------------------------------------------- | -------------------------------------------------------------------------- | -------------------------------------------------------------------------- | -------------------------------------------------------------------------- | -------------------------------------------------------------------------- |
| 12-4-1964                                                                  | Amsterdam                                                                  | Paesi Bassi                                                                | 1 – 1                                                                      | Austria                                                                    | Amichevole                                                                 | -                                                                          | 73’                                                                        |
| Totale                                                                     |                                                                            | Presenze                                                                   | 1                                                                          |                                                                            | Reti                                                                       | 0                                                                          |                                                                            |